# Juan Arranz
Juan Arranz Aguado, que usó seudónimos como Jeannot, es un dibujante de historieta español, nacido en Madrid en 1932.

## Biografía
Juan Arranz inició su carrera trabajando para la agencia Selecciones Ilustradas hacia 1955.
En 1959 se marchó a Francia, realizando series como la adaptación del Winnetou de Karl May para el mercado holandés desde 1963.
A partir de 1970, consiguió publicar en la revista Trinca, sendas adaptaciones de El libro de la selva, El Fantasma de Canterville y Robinson Crusoe.
Luego trabajó fundamentalmente para la industria francesa en obras como Quatre-Vingt-Treize (1985).

## Obra
| Años | Título                     | Guionista    | Tipo  | Publicación                                                      |
| ---- | -------------------------- | ------------ | ----- | ---------------------------------------------------------------- |
| 1970 | El Libro de la Selva       | Juan Arranz  | Serie | Trinca                                                           |
| 1970 | El Hombre de la Pradera    | Javier Rubio | Álbum | Ibérico Europea: Aventuras de Old Shatterhand y Winnetou, núm. 1 |
| 1970 | Puño de Hierro             | Javier Rubio | Álbum | Ibérico Europea: Aventuras de Old Shatterhand y Winnetou, núm. 2 |
| 1970 | En la boca del lobo        | Javier Rubio | Álbum | Ibérico Europea: Aventuras de Old Shatterhand y Winnetou, núm. 3 |
| 1972 | El Fantasma de Canterville | Juan Arranz  | Serie | Trinca                                                           |
|      |                            |              |       |                                                                  |